# Ansamblul Arhiepiscopiei Craiovei
Ansamblul Arhiepiscopiei Craiovei este un ansamblu de monumente istorice aflat pe teritoriul municipiului Craiova.

Ansamblul este format din următoarele monumente:
- Biserica de lemn "Toți Sfinții"- Tălpășești (cod LMI DJ-II-m-A-08005.01)
- Casa Vorvoreanu (Palatul mitropolitan) (cod LMI DJ-II-m-A-08005.02)